# 遠藤良吉
遠藤 良吉（えんどう りょうきち、1855年1月29日（安政元年12月12日）- 1931年（昭和6年）12月12日）は、明治から大正期の日本の警察官、政治家。衆議院議員（5期）、宮城県桃生郡広淵村長。旧姓は村上、号は李楊。

## 経歴
陸奥国桃生郡赤井村（宮城県桃生郡深谷村、赤井村、矢本町を経て現東松島市赤井）で、仙台藩陪臣・村上東八郎の二男として生まれた。警部補、陸軍少尉試補兼小警部、伊豆七島巡視を歴任。
桃生郡北村湖崎（現石巻市北村）の遠藤温の門下に入り、その婿養子となる。1893年（明治26年）遠田郡と桃生郡・牡鹿郡の農民間で水利紛争（遠桃事件）が起こり、遠藤は桃生・牡鹿側の首謀者として入獄した。その後、初代広淵村長に推されて就任し、その他、石巻村会議員、同副議長、深谷村会議員、広淵村会議員、桃生郡会議員、同参事会員を務めた。1898年（明治31年）7月に宮城県会議員に選出され、その後、1901年（明治34年）10月で在任し、さらに1903年（明治36年）9月から1904年（明治37年）3月まで県会議員を務めた。この間、参事会員にも在任し、北上川の治水工事の実現に尽力した。
1904年3月の第9回衆議院議員総選挙（宮城県郡部、立憲政友会）で初当選し、その後、第14回総選挙まで4回再選され、衆議院議員に通算5期在任した。この間、政友会協議員などを務め、闘将と称された。
阿片事件で検挙され1922年（大正11年）8月8日、一審では無罪判決が出るも（求刑は懲役1年6月）、1923年（大正12年）8月30日、二審の旅順高等法院では懲役6月執行猶予3年の有罪判決。これにより勲二等を褫奪された。
晩年は政界を引退して東京市外に隠棲し、同地で死去した。

## 国政選挙歴
- 第9回衆議院議員総選挙（宮城県郡部、1904年3月、立憲政友会）当選[13]
- 第10回衆議院議員総選挙（宮城県郡部、1908年5月、立憲政友会）次点落選[14]。
  - その後、高野孟矩の失職に伴い1909年3月2日に繰上補充[15]。
- 第11回衆議院議員総選挙（宮城県郡部、1912年5月、立憲政友会）当選[14]
- 第12回衆議院議員総選挙（宮城県郡部、1915年3月、立憲政友会）落選[14]
- 第13回衆議院議員総選挙（宮城県郡部、1917年4月、立憲政友会）当選[16]
- 第14回衆議院議員総選挙（宮城県第7区、1920年5月、立憲政友会公認）当選[17]
- 第16回衆議院議員総選挙（宮城県第2区、1928年2月、立憲政友会公認）次点落選[18]

## 親族
- 妻 遠藤直子（養父二女）[6]